# Söndrums kyrka
Söndrums kyrka är en kyrkobyggnad som sedan 2006 tillhör Söndrum-Vapnö församling (tidigare Söndrums församling) i Göteborgs stift. Den ligger i Söndrum i Halmstads kommun.

## Kyrkobyggnad
Den medeltida kyrkan uppfördes troligen på 1200-talet och den verkar då ha ersatt en tidigare träkyrka. Långhuset byggdes ut i väster i mitten av 1300-talet. Kyrkans inre gotiska kryssvalv är från senare delen av medeltiden, troligen 1428. Sannolikt fanns en klockstapel fram till 1728, som då ersattes av ett trätorn framför kyrkans västgavel. År 1759 öppnades på korets östgavel en dörr som ledde in till en undanskymd plats bakom altarprydnaden. Detta utrymme fanns kvar till 1934, då nuvarande sakristia byggdes.
Det nu befintliga kubiska stentornet i väster med huvudingång, byggdes 1820 efter ritningar av målarmästare Peter Hallberg i Halmstad. Det kröns av en klockvåning och en hög spånklädd spira. Vid stentornets uppförande återanvändes eller imiterades det äldre trätornets överbyggnad. Samma år revs även ett vapenhus på sydsidan och ett nytt avskildes innanför västportalen i tornbyggnaden. Kyrkorummet förlängdes västerut in i tornbyggnaden och en läktare tillkom. År 1877 utvidgades flera fönsteröppningar och interiören vitmålades. En ny läktare uppfördes 1898 och en ny orgel installerades liksom nya bänkar. Ett nytt golv av ombergskalksten lades in vid den invändiga renoveringen 1939 under ledning av Harald Wadsjö. År 1979 byggdes vapenhuset ut mot norr, varvid ett samlingsrum kunde inrättas. 
Kyrkan har dekorationsmålningar mest på valvribborna och i omedelbar anslutning finns en målad inskription med dateringen 1428.

## Inventarier
- Altartavla från 1787 målad av Pehr Hörberg med motivet Jesu nedtagning från korset.
- Predikstolen är från 1600-talet.
- Dopfunten från 1944 är huggen i söndrumsgranit. En äldre femkantig dopfunt i furuträ förvaras på Halmstads konstmuseum.
- Den ena klockan är omgjuten 1788 i Jönköping och den andra 1946.
- Series pastorum bemålad av Bernhard Christian Dahm.

### Orglar
- 1771 byggde prosten Gustaf Fredrik Hjortsberg, Vallda en orgel med 9 stämmor.
- 1802 byggde Lars Strömblad och Lorentz Strömblad en orgel med 8 stämmor.
- 1899 byggde Johannes Magnusson, Göteborg en orgel med 12 stämmor.
- 1960 byggde Olof Hammarberg, Göteborg en mekanisk orgel med ny fasad.

| Ryggpositiv I       | Svällverk II      | Pedal        | Koppel |
| Gedakt 8´           | Rörflöjt 8´       | Subbas 16´   | I/P    |
| Principal 4'        | Hålflöjt 4'       | Borduna 8´   | II/P   |
| Rörflöjt 4'         | Kvintadena 4'     | Oktava 4´    | II/I   |
| Blockflöjt 2'       | Principal 2'      | Nachthorn 2' |        |
| Sesquialtera 2 chor | Scharf 2 chor     |              |        |
| Mixtur 3 chor       | Skalmeja 8'       |              |        |
|                     | Crescendosvällare |              |        |

- Dagens läktarorgel är byggd 1999 av Carsten Lund. Den är mekanisk och har arton stämmor fördelade på två manualer och pedal.[2]

| Man I. Huvudverk C-g3 | Man II. Svällverk C-g3 | Pedal C-f1    | Koppel  |
| --------------------- | ---------------------- | ------------- | ------- |
| Principal 8'          | Bordun 8'              | Subbas 16'    | II/I    |
| Blokfl. 8'            | Salicional 8'          | Gedacktbas 8' | II/P    |
| Vox humana 8          | Rörflöjt 4'            | Oktavbas 4'   | I/P     |
| Octava 4'             | Quinta 2 2/3'          | Fagott 16     | II16'/I |
| Octava 2              | Gemshorn 2'            |               | I4'/P   |
| Mixtur IV             | Tertia 1 3/5'          |               |         |
| Trumpet 8'            | Oboe 8'                |               |         |
| Tremolo               | Tremolo                |               |         |
| Cymbelstjärna         |                        |               |         |

- Kororgeln är mekanisk och tillverkad 1987 av Åkerman & Lund Orgelbyggeri AB, Knivsta. Den har fyra stämmor fördelade på manual bihängd pedal.[3]

| Manual       | Pedal   |
| Bourdon 8´   | Bihängd |
| Flöjt 4'     |         |
| Principal 2' |         |
| Quint 1 1/3' |         |

## Bilder

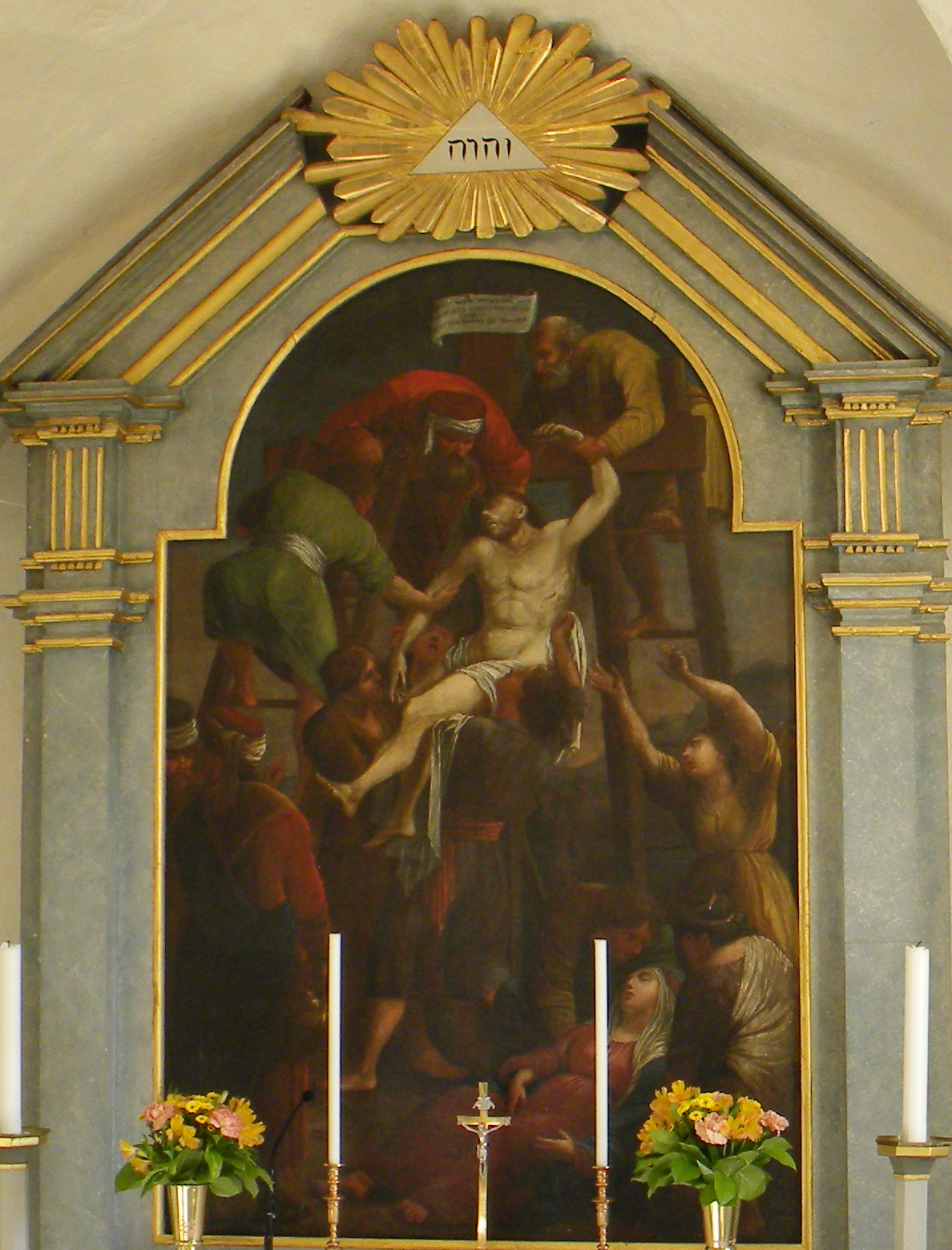
Altartavlan av Pehr Hörberg.
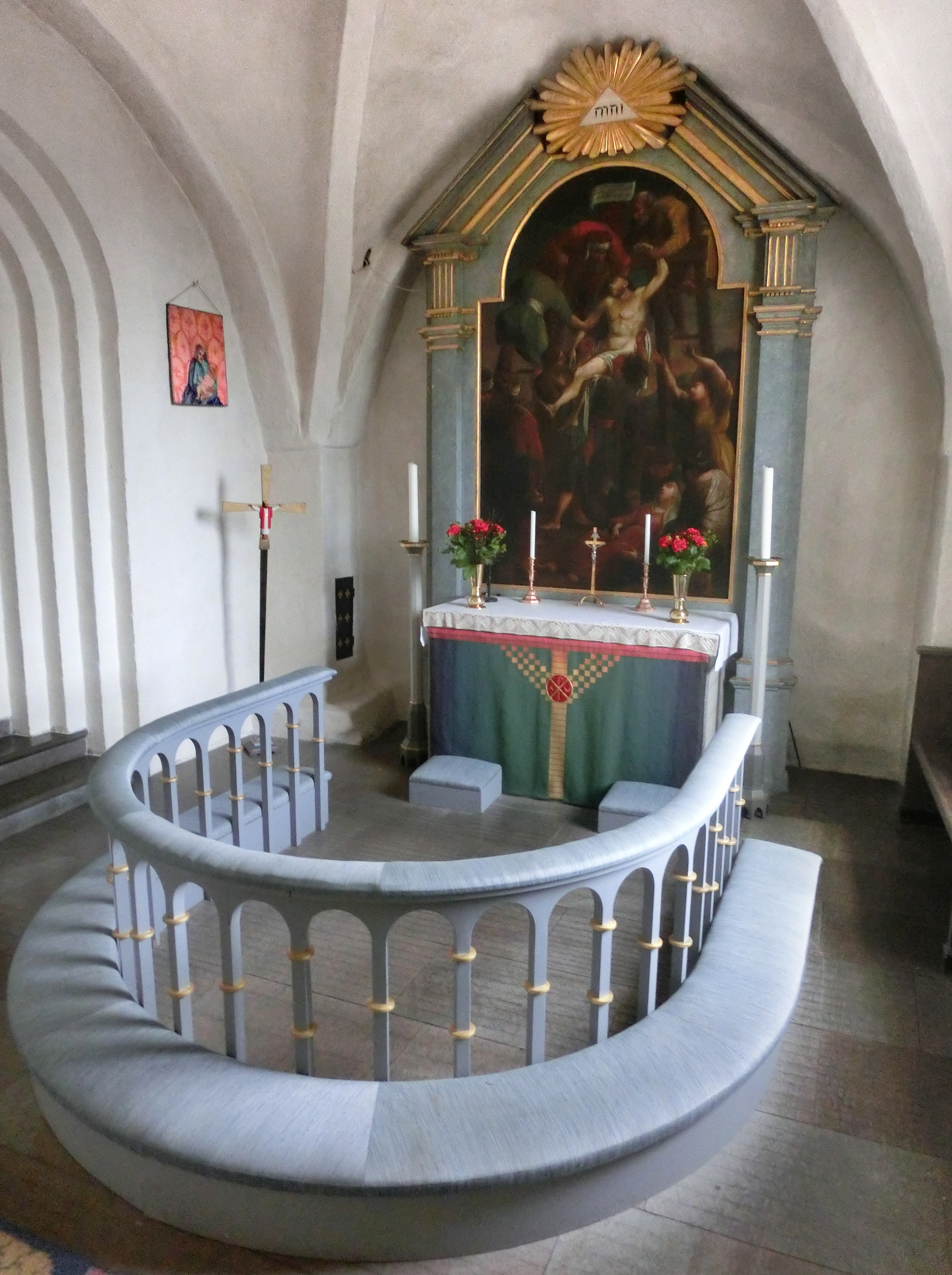
Altaret.
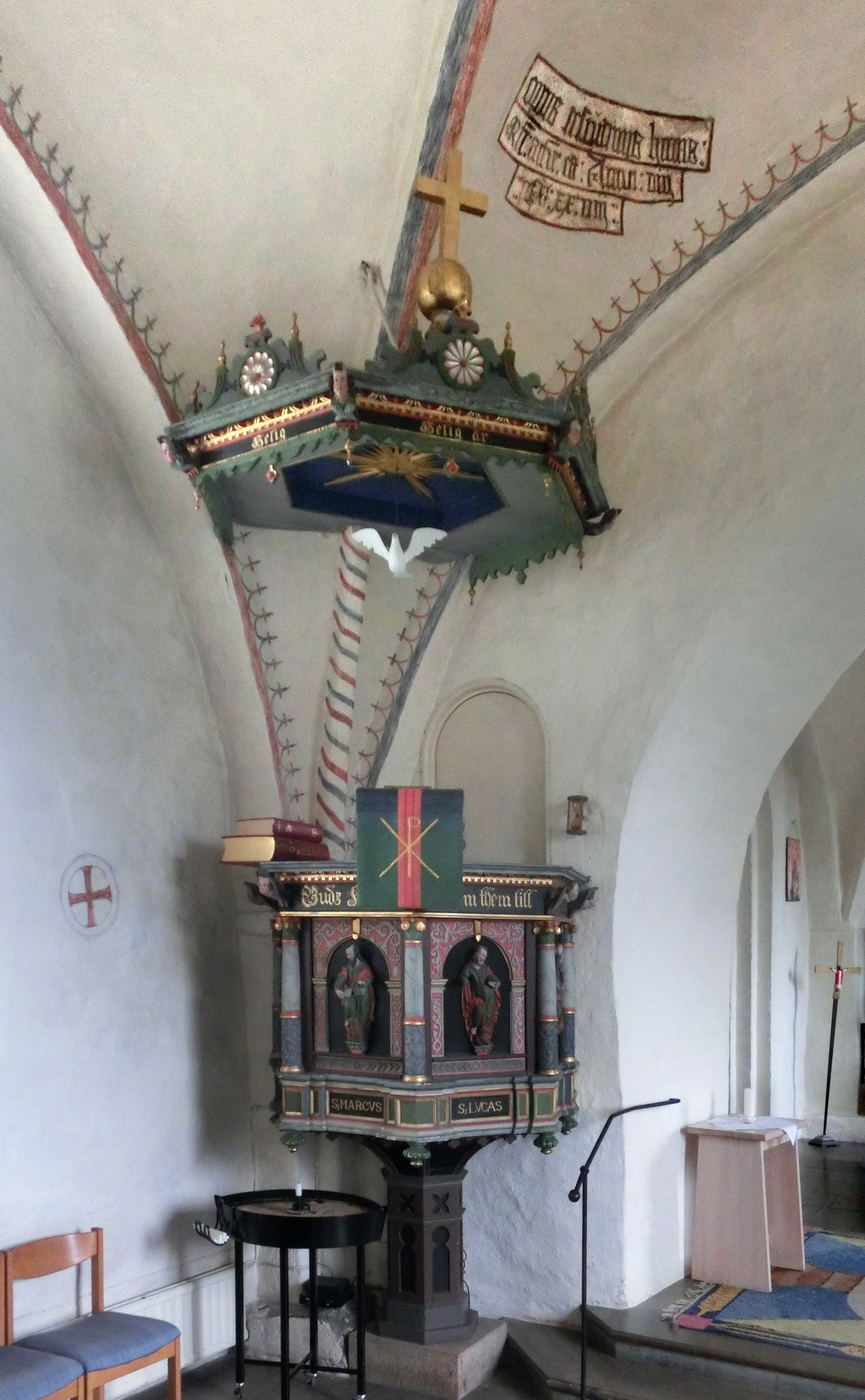
Predikstolen.
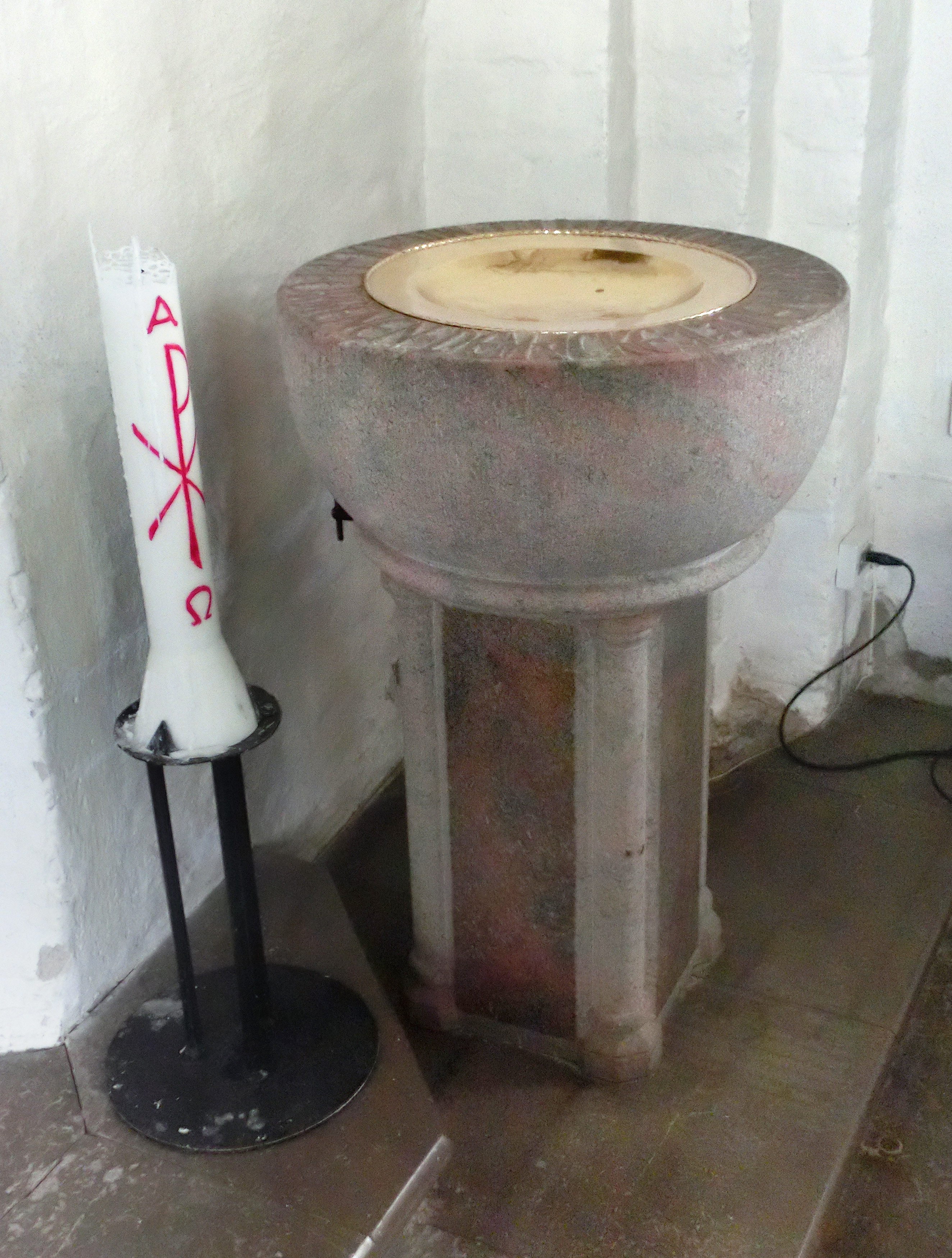
Dopfunten från 1944.
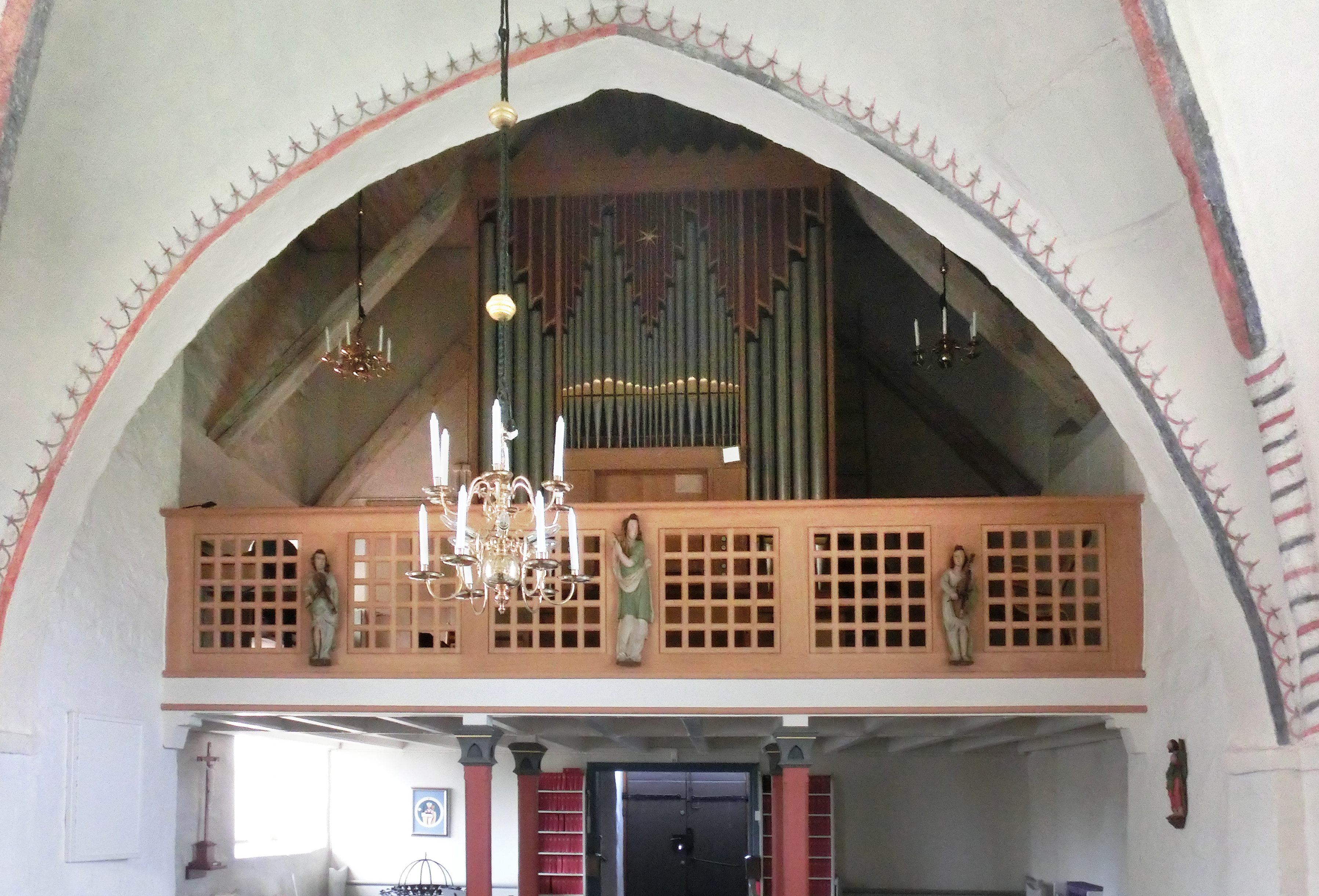
Orgelläktaren.
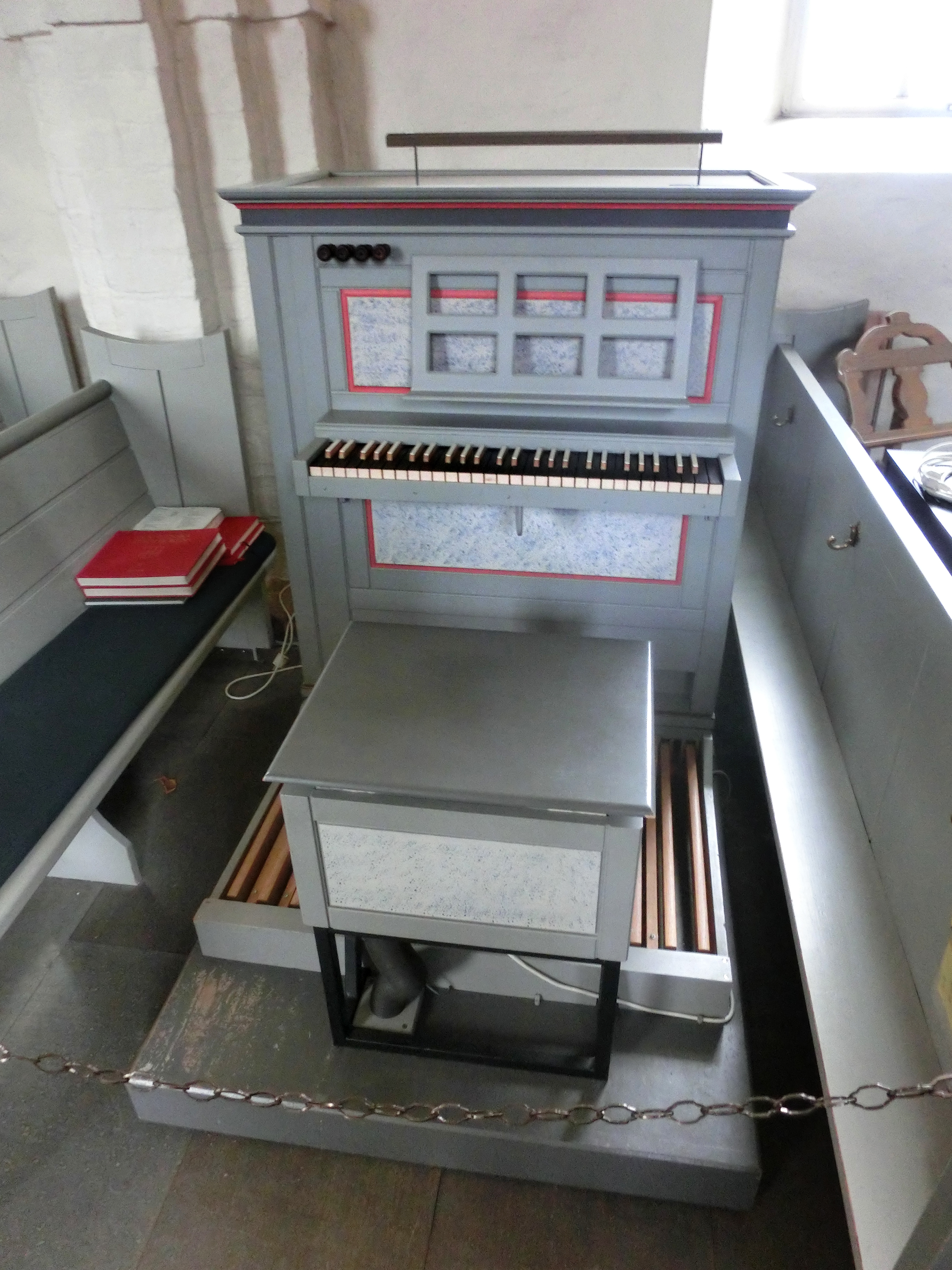
Kororgeln.
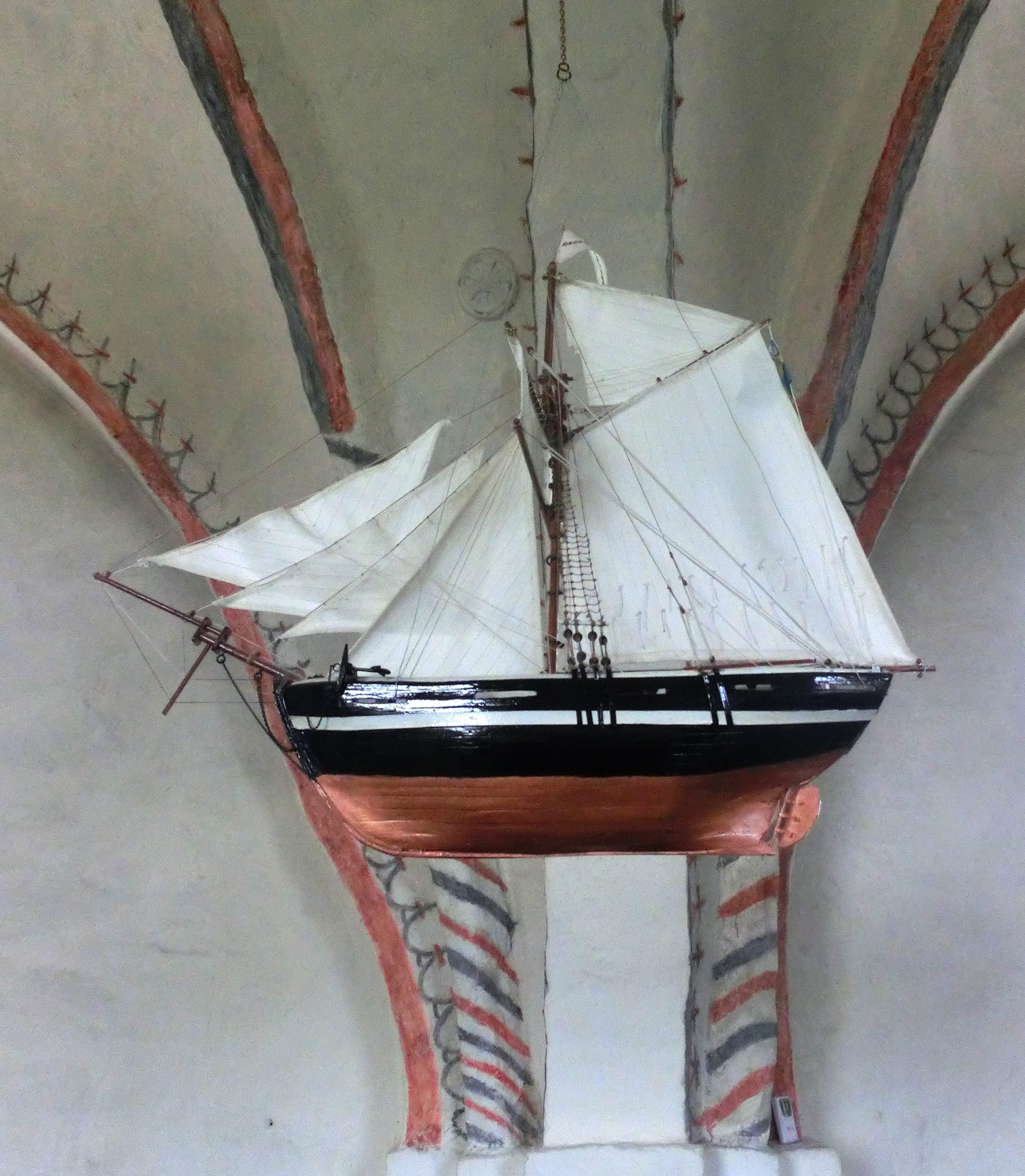
Votivskepp.